# 出畑孝典
出畑 孝典（でばた たかのり、1978年12月25日 - ）は、福岡県在住のボートレーサー。登録第4079号。血液型B型。87期。福岡支部所属。同期に山崎哲司、福来剛、福島勇樹らがいる。
本栖研修所最後の「本栖チャンプ」として知られデビュー直後から活躍するも、特に大舞台でのスタートにムラがあるためタイトルとはあまり縁のないレーサーとして知られている。（詳細は、後述の来歴参照。）

## 来歴
87期として本栖研修所に入所。修了記念で優勝し「最後の本栖チャンプ」としてデビューすることとなる。
- 2000年10月19日選手登録。
- 2000年11月23日から芦屋競艇場で開催された 一般戦「第13回福岡県ダービー」初日第2Rでデビュー[1]。（5着）
- 2000年12月26日から宮島競艇場で開催された 一般戦「第27回日刊スポーツ栄光楯」5日目第3Rで5号艇5コースから抜きで勝利[2]し、デビューから13走目で初勝利を飾る。
- 2004年9月11日から福岡競艇場で開催された G1「ダイヤモンドカップ」でG1初出場し、3日目第4Rで1号艇1コースから逃げを決めて勝利[3]G1初勝利を飾る。
- 2005年8月30日から若松競艇場で開催された SG「第51回モーターボート記念」初日第2Rに出場[4]しデビュー4年10ヶ月でSG初出場。（3着）
- 2007年1月23日から大村競艇場で開催された G1「第21回新鋭王座決定戦」6日目（最終日）第12R（優勝戦）に1号艇で出走[5]しG1初優出を決めるも、スタートで後手を踏み6着。（優勝は石野貴之）
- 2009年11月3日から児島競艇場で開催された G1「第57回競艇キングカップ」6日目（最終日）第12R（優勝戦）で3号艇3コースからまくり差しで勝利[6]し、GI優勝を飾り初タイトル獲得。
- 2011年8月11日から福岡競艇場で開催された SG「第57回モーターボート記念」6日目（最終日）第12R（優勝戦）に1号艇で出場しデビュー10年10ヶ月でSG初優出を果たし、SG初優勝のチャンスが到来したが、3号艇3コース岡崎恭裕選手と共にフライングを犯した[7]。
このレースは、1号艇出畑、2号艇藤丸光一、3号艇岡崎、4号艇瓜生正義、6号艇篠崎元志と地元福岡支部の選手が占め、5号艇峰竜太と、まるで博多の正月レースかのような優勝戦のメンバーであったためか、全国発売のSGながらも優勝戦の売上が伸び悩んだ。さらに前述の通り出畑（+.04）と岡崎（+.02）がフライングを犯し返還となったため、節間売上がSGにもかかわらず、100億円を切った。[注 1]このフライングにより、直後の全日本選手権の出場権を失うと共に、G1・G2についても選出除外のペナルティが課された[注 2]。岡崎ほどではなかったが、このフライング禍に陥った出畑は以降のSGに長期間選出されていない[注 3]。
- 2022年4月1日からボートレース芦屋で開催された 一般戦「日本モーターボート選手会会長杯」3日目第1Rに出場し、4号艇4コースからまくり差しを決め勝利[8]し、デビュー21年4ヶ月で通算1500勝を地元で達成した。

## 戦績
- 出走回数：5276回
- 1着回数：1502回
- 優出回数：168回
- 優勝回数：31回
- フライング(F)回数：25回
- 出遅れ(L)回数：0回
- 通算勝率：6.24
- 2連対率：46.82
- 3連対率：61.66
- 生涯獲得賞金：518,952,362円

## 獲得タイトル

### GI
- 競艇キングカップ（児島）